# (7710) Ishibashi
(7710) Ishibashi est un astéroïde de la ceinture principale.

## Description
(7710) Ishibashi est un astéroïde de la ceinture principale. Il fut découvert le 30 novembre 1994 à Ōizumi par Takao Kobayashi. Il présente une orbite caractérisée par un demi-grand axe de 3,42 UA, une excentricité de 0,06 et une inclinaison de 6,3° par rapport à l'écliptique.

## Compléments